# Pandanus candelabrum
Pandanus candelabrum är en enhjärtbladig växtart som beskrevs av Ambroise Marie François Joseph Palisot de Beauvois. Pandanus candelabrum ingår i släktet Pandanus och familjen Pandanaceae. Inga underarter finns listade. Arten har visats vara en god prediktor för diamantrika jordar.